# Grecja na Mistrzostwach Świata w Lekkoatletyce 2019
Grecja na Mistrzostwach Świata w Lekkoatletyce 2019 – reprezentacja Grecji podczas mistrzostw świata w Doha liczyła 16 zawodników.

## Medaliści
| Medal | Zawodnik           | Konkurencja   | Rezultat | Data        |
| ----- | ------------------ | ------------- | -------- | ----------- |
| brąz  | Katerina Stefanidi | skok o tyczce | 4,85     | 29 września |

## Skład reprezentacji

### Kobiety
| Zawodniczka                  | Konkurencja   | Eliminacje | Eliminacje | Półfinał | Półfinał | Finał   | Finał   | Źródło |
| Zawodniczka                  | Konkurencja   | Wynik      | Pozycja    | Wynik    | Pozycja  | Wynik   | Pozycja | Źródło |
| ---------------------------- | ------------- | ---------- | ---------- | -------- | -------- | ------- | ------- | ------ |
| Rafaela Spanudaki-Chadziriga | bieg na 200 m | 23,48      | 34.        | NQ       | NQ       | NQ      | NQ      | [ 1 ]  |
| Irini Wasiliu                | bieg na 400 m | 52,31      | 36.        | NQ       | NQ       | NQ      | NQ      | [ 2 ]  |
| Gloria Priwiledzio           | maraton       | —          | —          | —        | —        | 2:58:43 | 29.     | [ 3 ]  |
| Antigoni Drismbioti          | chód na 20 km | —          | —          | —        | —        | 1:38:56 | 22.     | [ 4 ]  |
| Angeliki Makri               | chód na 50 km | —          | —          | —        | —        | 4:54:09 | 14.     | [ 5 ]  |

| Zawodniczka            | Konkurencja   | Kwalifikacje | Kwalifikacje | Finał | Finał   | Źródło      |
| Zawodniczka            | Konkurencja   | Wynik        | Pozycja      | Wynik | Pozycja | Źródło      |
| ---------------------- | ------------- | ------------ | ------------ | ----- | ------- | ----------- |
| Nikoleta Kiriakopulu   | skok o tyczce | 4,60         | 8. Q         | 4,50  | 13.     | [ 6 ] [ 7 ] |
| Katerina Stefanidi     | skok o tyczce | 4,60         | 1. Q         | 4,85  | 3.      | [ 6 ] [ 7 ] |
| Chrisula Anagnostopulu | rzut dyskiem  | 59,91        | 15.          | NQ    | NQ      | [ 8 ]       |
| Stamatia Skarweli      | rzut młotem   | 69,65        | 17.          | NQ    | NQ      | [ 9 ]       |

### Mężczyźni
| Zawodnik                | Konkurencja                | Eliminacje | Eliminacje | Półfinał | Półfinał | Finał   | Finał   | Źródło        |
| Zawodnik                | Konkurencja                | Wynik      | Pozycja    | Wynik    | Pozycja  | Wynik   | Pozycja | Źródło        |
| ----------------------- | -------------------------- | ---------- | ---------- | -------- | -------- | ------- | ------- | ------------- |
| Konstandinos Duwalidis  | bieg na 110 m przez płotki | 13,43      | 10. Q      | 13,54    | 14.      | NQ      | NQ      | [ 10 ] [ 11 ] |
| Aleksandros Papamichail | chód na 50 km              | —          | —          | —        | —        | 4:22:39 | 10. Q   | [ 12 ]        |

| Zawodnik                | Konkurencja   | Kwalifikacje | Kwalifikacje | Finał | Finał   | Źródło        |
| Zawodnik                | Konkurencja   | Wynik        | Pozycja      | Wynik | Pozycja | Źródło        |
| ----------------------- | ------------- | ------------ | ------------ | ----- | ------- | ------------- |
| Konstandinos Filipidis  | skok o tyczce | 5,70         | 13.          | NQ    | NQ      | [ 13 ]        |
| Emanuil Karalis         | skok o tyczce | 5,60         | 15.          | NQ    | NQ      | [ 13 ]        |
| Miltiadis Tendoglu      | skok w dal    | 8,00         | 7. q         | 7,79  | 10.     | [ 14 ] [ 15 ] |
| Michalis Anastasakis    | rzut młotem   | 75,07        | 13.          | NQ    | NQ      | [ 16 ]        |
| Christos Franddzeskakis | rzut młotem   | 72,96        | 23.          | NQ    | NQ      | [ 16 ]        |